# The Tell-Tale Message
The Tell-Tale Message è un cortometraggio muto del 1912. Il nome del regista non viene riportato nei titoli.

## Produzione
Il film fu prodotto dalla Kalem Company.

## Distribuzione
Distribuito dalla General Film Company, il film - un cortometraggio in una bobina - uscì nelle sale cinematografiche USA il 20 novembre 1912.